# Тонганские робинзоны

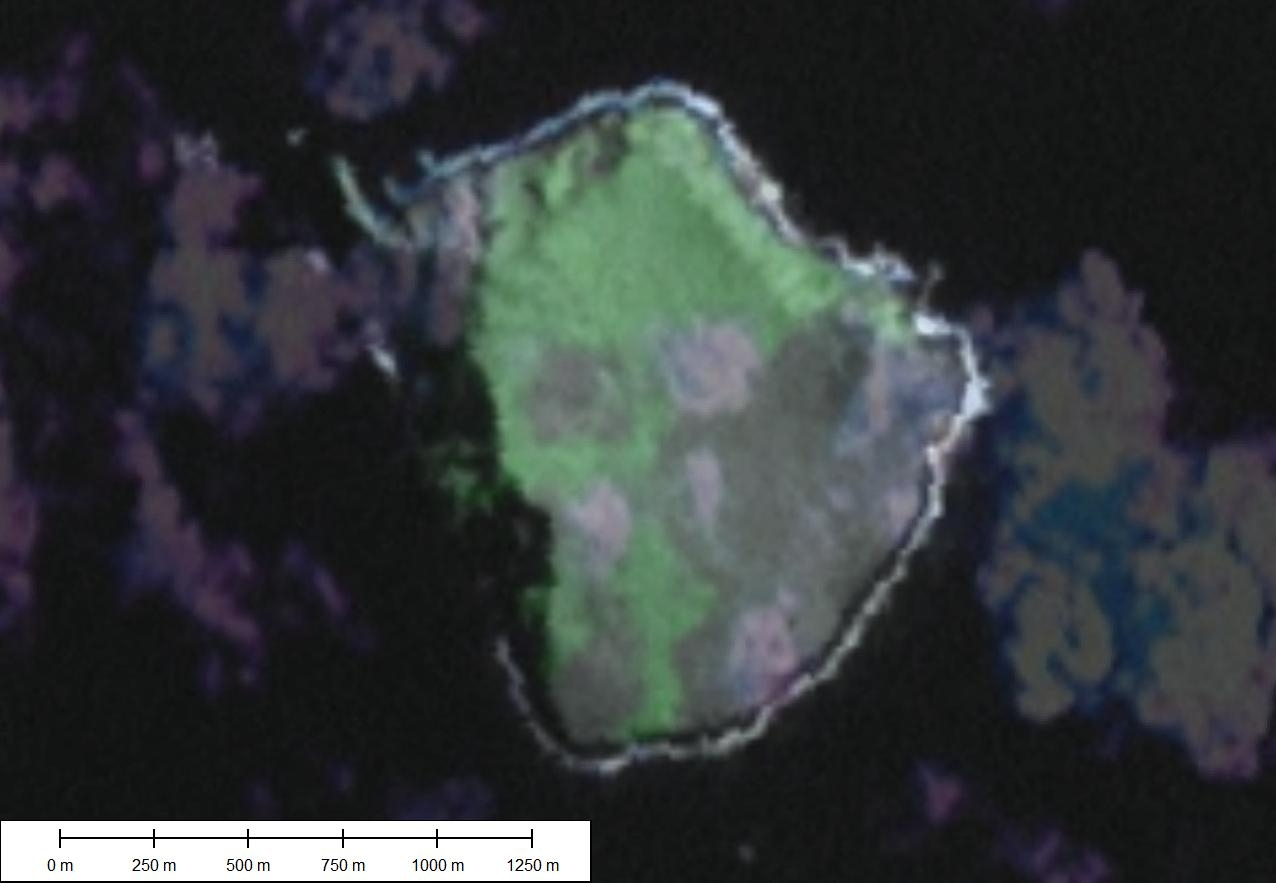
Остров Ата.

Тонганские робинзоны (англ. Tongan castaways) — шесть тонганских мальчиков возрастом от 13 до 16 лет, которые в 1965 году сбежали из школы-интерната, похитили лодку и позднее потерпели крушение у берега необитаемого острова Ата, где сумели прожить одни более 15 месяцев.

## История
В 1965 году шестеро учеников строгой англиканской школы-интерната, находившейся в столице Тонга Нукуалофа — Сион, Стивен, Коло, Дэвид, Люк и Мано — придумали план побега и решили доплыть на лодке до островов Фиджи, расположенных в 805 километрах от них, или даже до Новой Зеландии. Старшему было 16, младшему 13 лет. 
В своё путешествие они взяли два мешка бананов, несколько кокосовых орехов и небольшую газовую горелку. Никто из них не подумал, что может понадобиться карта или компас. В первую же ночь все уснули и проснулись от сильного шторма: вёсла унесло, а парус порвал ветер. Кроме того, пропал и небольшой запас еды, взятый беглецами. В течение нескольких дней им пришлось выживать на лодке, не имея пресной воды и еды. Самым страшным испытанием были жара, голод и сильная жажда. Ребята пытались ловить рыбу. Они собрали дождевую воду в выдолбленную кокосовую скорлупу и разделили ее поровну: каждый делал по глотку утром и вечером.
На восьмой день странствий мальчики увидели берег неизвестного острова. Вскоре лодку разбило о прибрежные камни, мальчикам удалось добраться до берега вплавь. Всё, что они могли найти на острове в первое время — это несколько яиц в гнёздах морских птиц.
Постепенно исследуя остров, они добрались до его вершины, где обнаружили древний вулканический кратер. На этом месте люди жили столетие назад до того, как его покинули последние тонганцы. Дети договорились работать в командах из двух человек. Они составили расписание необходимых работ, которого строго придерживались. Иногда они ссорились, но для того, чтобы ссора не перешла в затяжной конфликт, они прекращали её. Коло сделал импровизированную гитару из куска коряги, половины кокосовой скорлупы и шести стальных проволок с разбитой лодки и играл, чтобы поднять настроение.  Они добыли огонь и поддерживали его все 15 месяцев. Подростки пытались построить плот, чтобы покинуть остров, но прибой разбил его.
На острове мальчики сумели организоваться в сплочённую группу, и, несмотря на выпавшие на их долю лишения (один из них упал и сломал ногу), содержали себя в хорошей форме в течение 15 месяцев. Позже местный врач был удивлён их отличным физическим состоянием и прекрасно зажившей ногой Стивена. Основу рациона «робинзонов» составили местные птицы, рыба, клубни дикого таро, а также курицы и бананы, которые ранее выращивали жители острова. Дождей почти не было, и дети постоянно испытывали жажду. Когда шёл дождь, воду собирали внутри брёвен с выдолбленной сердцевиной, хотя её не хватало в первые несколько месяцев. Когда вода заканчивалась, мальчикам приходилось пить кровь морских птиц.
Они были спасены в воскресенье 11 сентября 1966 года австралийским рыбаком Питером Уорнером (англ. Peter Warner). Уорнер вернул мальчиков на Тонга, где они были немедленно взяты под стражу за кражу лодки. Австралиец возместил ущерб владельцу лодки, после чего мальчиков освободили. Уорнер организовал для них участие в фильме для австралийских медиа.
Почти во всех семьях, за исключением одной, прошли похороны после их исчезновения. Воссоединение со своими семьями было очень эмоциональным.

## В кино и литературе
В 2015 году испанский исследователь Альваро Сересо (исп. Alvaro Cerezo) провёл на острове 10 дней вместе с Коло Фекитоа — одним из шестерых. Всё это время они выживали на острове, питаясь тем же, чем и мальчики в 1965 году. Летом 2020 года Сересо выпустил документальный фильм и книгу, посвященные пятнадцати месяцам робинзонады. Тизер фильма опубликован в видеосервисе Youtube.
В 2020 году историком Рутгером Брегманом (нидерл. Rutger Bregman) выпущена книга Humankind: A Hopeful History, посвященная истории шестерых «робинзонов».